# Debeljača
Debeljača (en serbe cyrillique : Дебељача ; en hongrois : Torontálvásárhely) est une localité de Serbie située dans la province autonome de Voïvodine. Elle fait partie de la municipalité de Kovačica dans le district du Banat méridional. Au recensement de 2011, elle comptait 4 910 habitants.

## Démographie

### Évolution historique de la population
| 1948  | 1953  | 1961  | 1971  | 1981  | 1991  | 2002  | 2011  |
| ----- | ----- | ----- | ----- | ----- | ----- | ----- | ----- |
| 6 143 | 6 433 | 6 789 | 6 413 | 6 413 | 5 734 | 5 325 | 4 910 |

|  |